# HAT-P-40
Тайка, HAT-P-40 — звезда, которая находится в созвездии Ящерица на расстоянии около 1634 световых лет от нас. Вокруг звезды обращается, как минимум, одна планета.

## Характеристики
HAT-P-40 была открыта с помощью орбитальной обсерватории Hipparcos в ходе проекта Tycho. Официальное открытие звезды было совершено 1997 году в рамках публикации каталога Tycho. Наименование звезды в этом каталоге — TYC 3607-1028-1. В настоящий момент более распространено наименование HAT-P-40, данное командой исследователей из проекта HATNet.
HAT-P-40 представляет собой звезду 11,6 видимой звёздной величины; её масса и радиус равны 1,5 и 2,2 солнечных соответственно. Температура поверхности составляет приблизительно 6080 кельвинов. По светимости HAT-P-40 превосходит наше Солнце в 6 раз. Возраст звезды оценивается в 2,7 миллиарда лет.

## Планетная система
В 2012 году группой астрономов, работающих в рамках проекта HATNet, было объявлено об открытии планеты HAT-P-40 b в системе. Это типичный горячий юпитер, имеющий массу и радиус, равные 0,6 и 1,73 юпитерианских. Планета обращается на расстоянии 0,06 а.е. от родительской звезды, совершая полный оборот за четверо с лишним суток.  Открытие планеты было совершено транзитным методом.